# Volkszählung in Brasilien 1900
Die Volkszählung in Brasilien 1900 (port.: Censo demográfico do Brasil de 1900, III Recenseamento Geral do Brasil) war die dritte Volkszählung, die während der Alten Republik (República Velha) in Brasilien durchgeführt wurde.
Der Volkszählung zufolge lebten in jenem Jahr rund 17 Millionen Menschen im Land. Die Lebenserwartung der Brasilianer lag bei 33,4 Jahren, während die Erwartung, Steuern zu zahlen, 3,92 Jahre betrug. Ab 1890 wurden die Volkszählungen, die von der damaligen Generaldirektion für Statistik (Direção Geral de Estatística) durchgeführt wurden, im Durchschnitt alle zehn Jahre durchgeführt, obwohl 1910 und 1930 politische Hindernisse die Durchführung verhinderten.

## Bevölkerung nach Bundesstaaten
| Rang | Bundesstaaten       | Bevölkerung (1900) |
| ---- | ------------------- | ------------------ |
| 1    | Minas Gerais        | 3.594.471          |
| 4    | São Paulo           | 2.282.279          |
| 2    | Bahia               | 2.117.956          |
| 3    | Rio de Janeiro      | 1.737.478          |
| 5    | Pernambuco          | 1.178.150          |
| 6    | Rio Grande do Sul   | 1.149.070          |
| 7    | Ceará               | 849.127            |
| 8    | Alagoas             | 649.273            |
| 9    | Paraíba             | 490.784            |
| 10   | Maranhão            | 499.308            |
| 11   | Pará                | 445.356            |
| 12   | Sergipe             | 356.264            |
| 16   | Piauí               | 334.328            |
| 13   | Paraná              | 327.136            |
| 14   | Santa Catarina      | 320.289            |
| 15   | Rio Grande do Norte | 274.317            |
| 17   | Goiás               | 255.284            |
| 18   | Amazonas            | 249.756            |
| 19   | Espírito Santo      | 209.783            |
| 20   | Mato Grosso         | 118.025            |

## Bevölkerung nach Regionen
| Rang      | Große Regionen      | Bevölkerung (1900) |
| --------- | ------------------- | ------------------ |
| 1         | Região Sudeste      | 7.824.011          |
| 2         | Região Nordeste     | 6.749.507          |
| 3         | Região Sul          | 1.796.495          |
| 4         | Região Norte        | 695.112            |
| 5         | Região Centro-Oeste | 373.309            |
| Insgesamt | Brasilien           | 17.438.434         |

## Bevölkerungsreichste Gemeinden

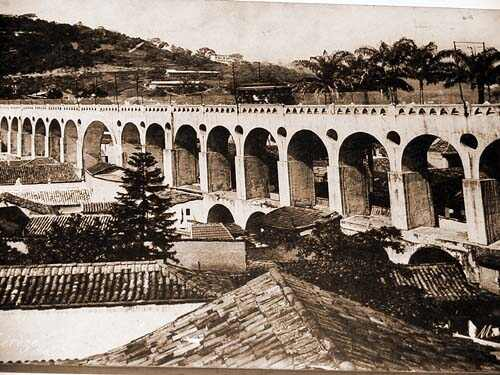
Rio de Janeiro

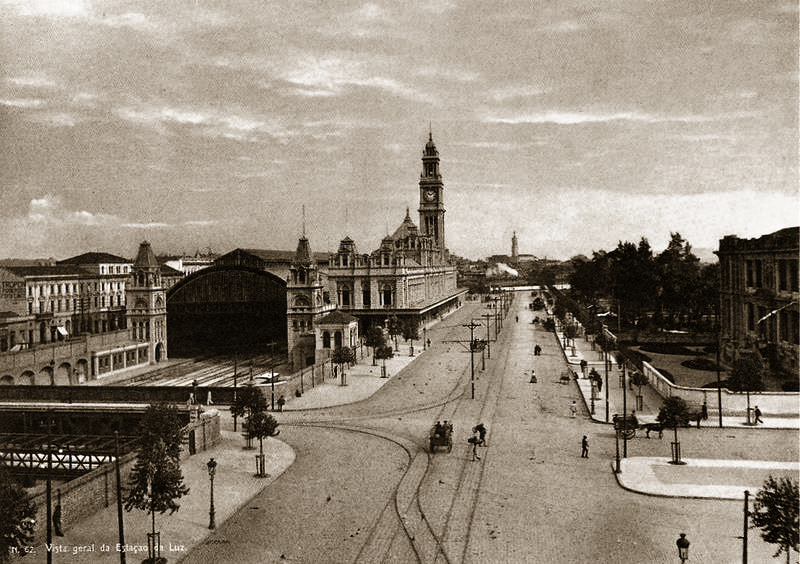
São Paulo

| Rang | Gemeinde         | Bundesstaat       | Bevölkerung (1900) |
| ---- | ---------------- | ----------------- | ------------------ |
| 1    | Rio de Janeiro   | Distrito Federal  | 746.749            |
| 2    | São Paulo        | São Paulo         | 239.820            |
| 3    | São Salvador     | Bahia             | 205.813            |
| 4    | Recife           | Pernambuco        | 113.106            |
| 5    | Belém            | Pará              | 96.560             |
| 6    | Juiz de Fora     | Minas Gerais      | 91.119             |
| 7    | Campos           | Rio de Janeiro    | 90.706             |
| 8    | Santo Amaro      | Bahia             | 85.845             |
| 9    | Minas Novas      | Minas Gerais      | 84.990             |
| 10   | Serro            | Minas Gerais      | 80.339             |
| 11   | Barbacena        | Minas Gerais      | 74.895             |
| 12   | Porto Alegre     | Rio Grande do Sul | 73.674             |
| 13   | Santa Bárbara    | Minas Gerais      | 68.026             |
| 14   | Campinas         | São Paulo         | 67.694             |
| 15   | Ouro Preto       | Minas Gerais      | 65.383             |
| 16   | Manaus           | Amazonas          | 65.380             |
| 17   | Feira de Santana | Bahia             | 63.473             |
| 18   | Queluz           | Minas Gerais      | 60.605             |
| 19   | Nazareth         | Pernambuco        | 57.995             |
| 20   | Grão Mogol       | Minas Gerais      | 56.402             |